# Poua del Molí Nou (Castellcir)

La Poua del Molí Nou, respecte del terme de Castellcir

La Poua del Molí Nou, o Poua de Serratacó, és una poua, o pou de glaç, del terme municipal de Castellcir, al Moianès.
Està situada a la part meridional del terme de Castellcir, al nord-est de la masia del Vilardell, a la dreta del Tenes i a llevant dels Restobles. És a la dreta del camí que des del Vilardell s'adreça cap al Molí Nou, a prop i al davant -ponent- d'on el torrent de la Corona aflueix en el Tenes. Queda a prop i al nord de la Poua Vilardell.
És una poua de planta circular, coberta amb una cúpula que a penes sobresurt del sòl. Té diverses lluernes per accedir a l'interior. La del costat de llevant té dos contraforts per poder empouar i desempouar. L'interior conté filades de pedres ben tallades, damunt de la roca natural del lloc. Una rampa feta amb pedra seca hi permet l'accés des del camí.
Entre els segles XVII i XX, es feia glaç aprofitant les obagues i l'aigua de les rieres, entre elles la de Castellcir, per vendre'l a Castellterçol, Moià i Barcelona. El transport es feia a la nit en carruatges de tir animal.

## Etimologia
Aquesta poua rep els seus dos noms des de dos punts de vista diferents: pertany a la masia de Serratacó, però és en terme de Castellcir i a prop del Molí Nou.